# Grabkirche (Miechów)

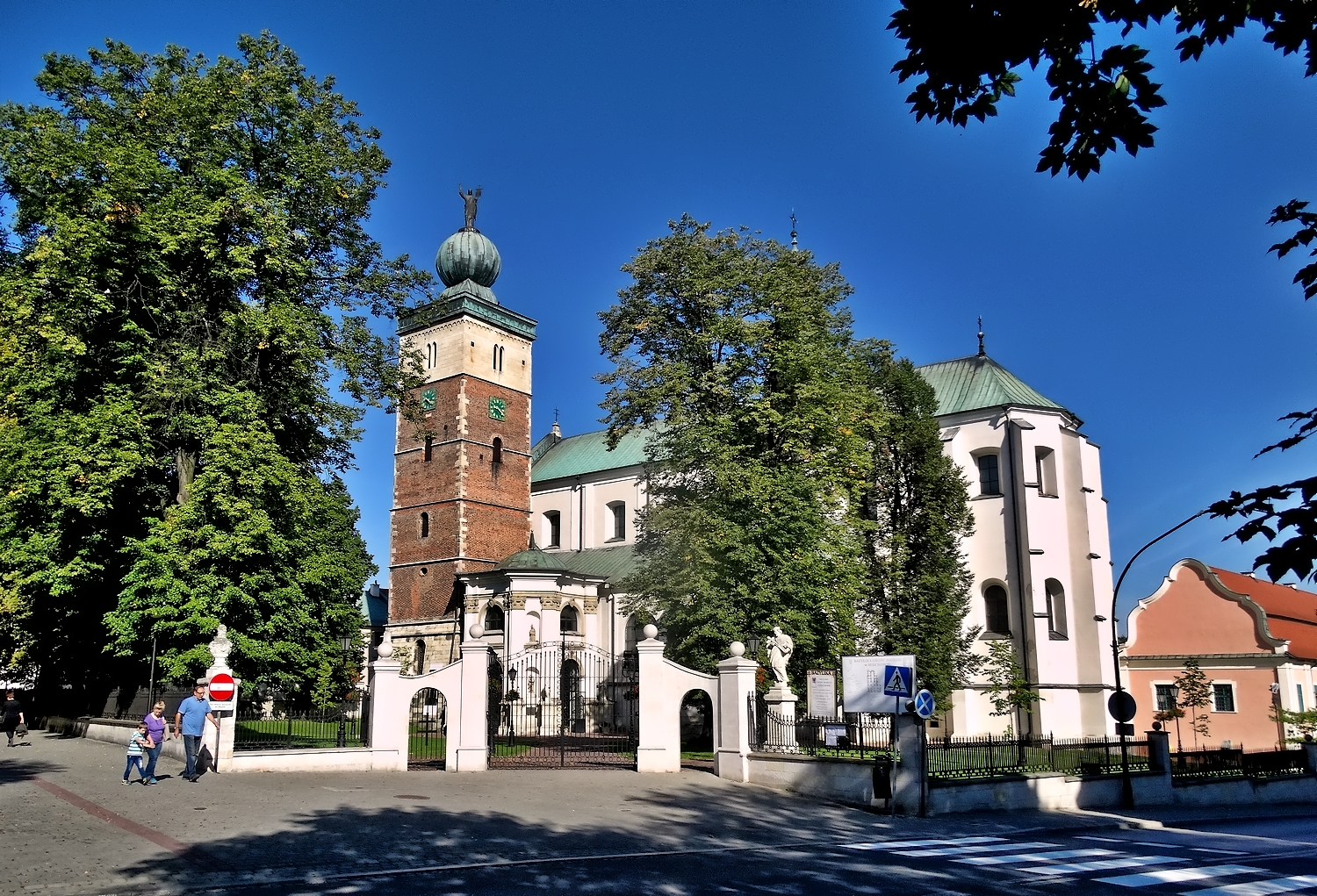
Miechów, Heilig-Grab-Basilika

Die Heilig-Grab-Basilika ist eine  römisch-katholische Kirche des Bistums Kielce in Miechów, Polen.

## Geschichte
Das Kloster Miechów des Ritterordens vom Heiligen Grab zu Jerusalem wurde 1163 gegründet. Die erste romanische Kirche aus der Zeit 1235 bis 1293 ist nicht erhalten. Die heutige Kirche entstand im 14. Jahrhundert im Stil der Gotik, es sind jedoch auch Elemente des romanischen Vorgängerbaus aus dem 13. Jahrhundert erhalten. Schließlich wurde die Kirche im 18. Jahrhundert barockisiert. Im Jahr 1996 wurde sie in den Rang einer Basilica minor erhoben. Neben der Kirche sind auch das Kloster mit Kreuzgängen und die Heilig-Grab-Kapelle erhalten.